# Mooney M10
Ne pas confondre le Mooney M10 Cadet de 1968 avec les M10T et M10J en cours de développement.
Le Mooney M10 Cadet est un avion à piston à ailes basses et train tricycle du constructeur américain Mooney.

## M10 Cadet
Le Mooney M10 Cadet a été fabriqué à partir de 1968 sur la base du modèle Ercoupe, du constructeur américain ERCO. La modification notoire en a été le remplacement de la dérive double par le maintenant traditionnel plan vertical caractéristique des avions Mooney. Doté d'un moteur Continental de 90 ch, il volait à 190 km/h. Il a été fabriqué à moins de 60 exemplaires.

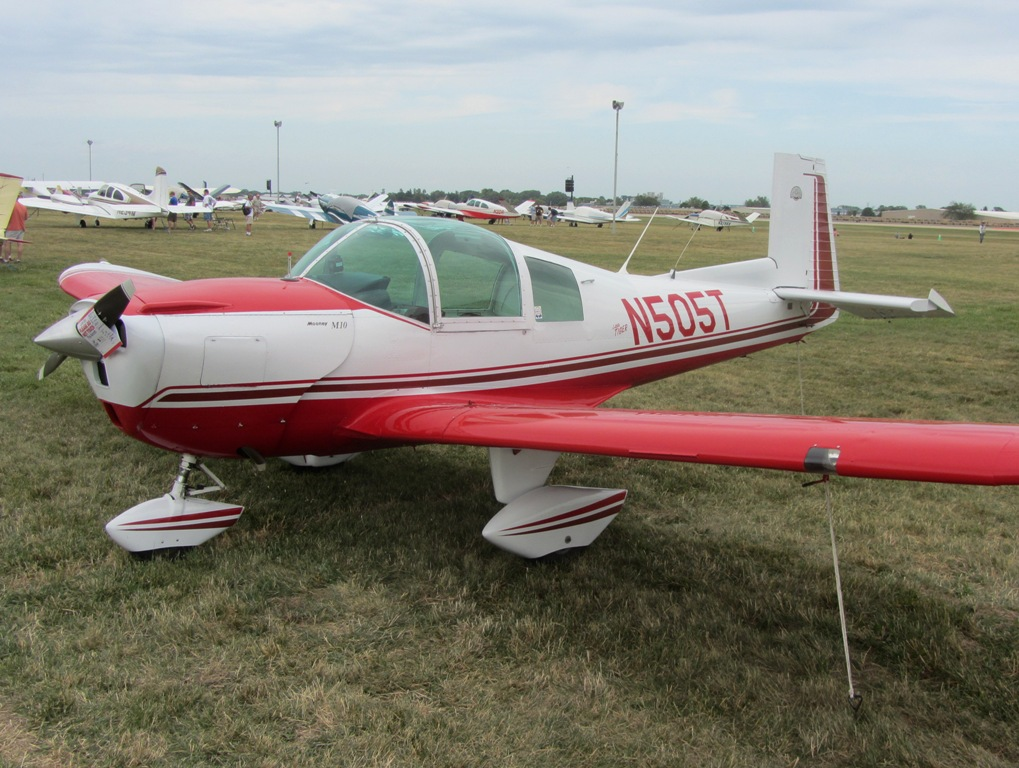
Mooney M10 Cadet.